# Liste von Söhnen und Töchtern der Stadt Wil
Diese Liste enthält in Wil SG geborene Persönlichkeiten, chronologisch nach dem Geburtsjahr sortiert. Die Liste erhebt keinen Anspruch auf Vollständigkeit.

## Vor 1851
- Johannes Haller (1487–1531), Reformator[1]
- Ulrich Sailer († nach 1551),  Hofmeister, Landvogt und Reichsvogt
- Peter Eichhorn (1515–1563), Abt der Zisterzienserabtei Wettingen[2]
- Joachim Eichhorn (1518–1569), Fürstabt von Einsiedeln[3][4]
- Otmar Kunz (um 1530–1577), Fürstabt von St. Gallen
- Joachim Opser (um 1548–1594), Fürstabt von St. Gallen
- Jörg Müller (unbekannt 16. Jahrhundert), Schultheiss (1587), Rats- und Spitalherr[5]
- Dominikus Tschudi (1597–1654), Abt von Muri
- Georg Renner (1598–1652), Reichsvogt und Chronist[6]
- Joachim Seiler (1620–1688), Abt von Pfäffers[7]
- Fidel von Thurn (1629–1719), Beamter[8]
- Johann Georg Schenkli (1654–1728), Priester und Vertreter des Fürstabtes im Exil 1712 bis 1718[9]
- Augustinus Müller (1665–1726), Abt des Klosters Gengenbach[10]
- Hans Ludwig Ertinger (1641–1722), Bildhauer, vermutlich in Wil geboren
- Basilius Reutti (1646–1703), Abt des Klosters Wettingen[11]
- Johann Georg Schenkli (1654–1728), Pfarrer, trug zur Wiederherstellung der Fürstabtei 1718 bei[12]
- Johann Friedrich Vollmar (1751–1818), Bildhauer
- Joachim Pankraz Reutti (1767–1839), Jurist, Politiker und Landammann[13]
- Joseph Pankraz Zacharias Ledergerw (1777–1851), Generalstabsoffizier und Gemeindeammann[14]
- Jean Gruebler (1809–1882), Maler[15]
- Franz Müller (1810–1887), Altarbauer, Zeichner, Maler und Kupferstecher[16]
- August Müller (1815–1882), Altarbauer, Maler und Vergolder[17]
- Carl Georg Jakob Sailer (1817–1870), Jurist, Politiker, Gemeindeammann von Wil (1849–1855)
- Johann Nepomuk Idtensohn (1827–1892), Priester und Bibliothekar

## 1851 bis 1900
- Fridolin Müller (1857–1931), Unternehmer[18]
- Anton Suter (1863–1942), Pionier der Genossenschaftsbewegung, Politiker, Mäzen und Musiker[19]
- Anna Sutter (1871–1910), Opernsängerin
- Paul Truniger (1878–1946), Architekt, Oberst und Politiker[20]
- Eduard Bick (1883–1947), Bildhauer, Maler, Zeichner und Grafiker
- Paul Hilber (1890–1949), Bibliothekar und Konservator[21]
- Johann Baptist Hilber (1891–1973), Musiker und Komponist[22]
- Werner Hilber (1900–1989), Bildhauer und Maler
- Lina Beck-Meyenberger (1892–1988), Präsidentin des Schweizerischen Katholischen Frauenbundes[23]
- Albert Gemperli (1893–1982), Politiker, geboren in Rossrüti
- Niklaus Senn (1894–1966), Bankmanager und Politiker
- Karl Peterli (1897–1975), Künstler[24]
- Joachim Ammann (1898–1981), Abtbischof
- Werner Hilber (1900–1989), Bildhauer

## 1901 bis 1950
- Arnold Bisegger (1901–1988), Maler[25]
- Paul Fässler (1901–1983), Fussballspieler, geboren in Bronschhofen
- Karl Glauner (1902–2000), Maler und Zeichner[26][27]
- Fritz Münch (1903–1993), Gewerkschaftsfunktionär und Politiker
- Vicente Tuason (1903–1973), Präsident der Generaldirektion der PTT[28]
- Hanni Pestalozzi (1905–1986), Pionierin der Bäuerinnenbildung, Ehrenbürgerin von Wil[29]
- Toni von Tuason (1909–1996), Schauspielerin[30]
- Sigisbert Frick (1911–1993), Germanist und Benediktiner[31]
- Hedi Zuber (1916–1996), Künstlerin
- Walter Wellauer (1914–1961), Schauspieler[32]
- Ernst Bölsterli (1917–1967), Schauspieler[33]
- Helen Gerster-Nigg (1918–2010), Politikerin, Kantonsrätin
- Trudi Hürlimann-Stiefel (1918–2013), Malerin
- Rudolf «Rudi» Gruber (1920–2003), Bildhauer[34]
- Jakob Zweifel (1921–2010), Architekt
- Urban Blank (1922–2020), Bildhauer und Maler
- Hermann Breitenmoser (* 1922), Maler, Zeichner, Grafiker[35]
- Paul Eisenring (1924–2016), Politiker, Verwaltungsrat und Chefredakteur[36]
- Remigius Kaufmann (1925–2011), Politiker
- Max Peter Ammann (1929–2022), Regisseur
- Paul Hugger (1930–2016), Volkskundler[37]
- Heinz Müller (1936–2023), Leichtathlet[38]
- Max Meier (* 1936), Boxer[39]
- Kurt Widmer (1940–2023), Sänger und Gesangspädagoge
- Kurt Felix (1941–2012), Fernsehmoderator

## 1951 bis 2000
- Kathrin Hilber (* 1951), Politikerin
- Urs Bamert (* 1959), Fussballspieler[40]
- Renato Tosio (* 1964), Eishockeytorhüter
- Fred W. Mast (* 1964), Psychologe (Universität Bern)[41]
- Alex Zülle (* 1968), Radrennfahrer
- Beat Grögli (* 1970), Bischof von St. Gallen
- Susanne Hartmann (* 1970), Politikerin
- Philipp Buschor (* 1971), Radrennfahrer[42]
- Jigme Shitsetsang (* 1971), Politiker
- Seelenluft (Beat Solèr) (* 1971), Musiker
- Peter Haag (* 1973), Politiker
- Bigna Körner (* 1974), Schauspielerin[43]
- Michel Zeiter (* 1974), Eishockeyspieler und -trainer
- Raphael Egil (Raphael Egli) (* 1975), Künstler[44]
- Urs Scheuss (* 1975), Politiker
- Daniel Imhof (* 1977), Fussballspieler
- Michelle Grob (* 1980), Künstlerin
- Daniel Sereinig (* 1982), Fussballspieler
- Nicole Graf (* 1985), Eiskunstläuferin[45]
- Mario Schönenberger (* 1986), Fussballspieler
- Philipp Muntwiler (* 1987), Fussballspieler
- Moreno Costanzo (* 1988), Fussballspieler
- Anja Stiefel (* 1990), Eishockeyspielerin
- Claudio Holenstein (* 1990), Fussballspieler
- Fabian Schär (* 1991), Fussballspieler
- Djordje Knezevic (* 1992), Fussballspieler[46]
- Michael Eisenring (* 1993), Fussballspieler
- Silvano Schäppi (* 1994), Fussballspieler
- Basil Stillhart (* 1994), Fussballspieler[47]
- Adrian Bodmer (* 1995), Tennisspieler
- Andi Qerfozi (* 1995), Fussball- und Futsalspieler[48]
- Magnus Breitenmoser (* 1998), Fussballspieler[49]
- Oliver Mayer (* 2000), Fussballspieler
- Rafet Baralija (* 2004), Fussballspieler[50]